# Diazenă
Diazena sau diimida este primul membru al seriei omoloage a compușilor azenici cu formula N2H2. Are o legătură dublă între atomii de azot, având deci izomerie geometrică cis-trans.
Se obține prin oxidarea hidrazinei (diazanului) cu apă oxigenată.
De la ea se poate obține un azoderivat.